# Daphnella butleri
Daphnella butleri é uma espécie de gastrópode do gênero Daphnella, pertencente a família Raphitomidae.